# 喬氏視星鯰
喬氏視星鯰為輻鰭魚綱鯰形目視星鯰科的其中一種，為熱帶淡水魚，分布於南美洲奧里諾科河、Magdalena河流域，體長可達10公分，棲息在底層水域，生活習性不明，可做為食用魚。

## 扩展阅读
維基物種上的相關：喬氏視星鯰